# Капитолийская волчица (Клуж-Напока)
Капитолийская волчица в Клуж-Напоке (рум. Statuia Lupoaicei din Cluj-Napoca) — монумент в румынском городе Клуж-Напока. Расположен в центре города на проспекте Героев, на берегу реки Сомешул-Мик. Был установлен 28 сентября 1921 года как подарок города Рима в память об объединении Трансильвании и Буковины с Румынией в 1918 году.

## История
В первые десятилетия XX века муниципалитет столицы Италии — Рима и правительство Италии, отдавая дань уважения латинскому происхождению румынского народа, подарили Румынии четыре копии Капитолийской волчицы, которые были установлены в городах Бухарест (7 сентября 1906, в честь 40-летия коронации короля Кароля I и 1800-летия римского завоевания Дакии), Клуж-Напока (28 сентября 1921, в память об объединении Трансильвании и Буковины с Румынией в 1918 году), Кишинёв (1921, в память об объединении Бессарабии с Румынией в 1918 году) и Тимишоара (23 апреля 1926, в память латинской этнической общности двух народов). Уже в Румынии с этих четырёх статуй были сделаны копии, которые были установлены в городах и сёлах Алба-Юлия, Блаж, Брад, Брашов, Констанца, Кристештий-Чичеулуй, Деж, Галац, Ернут, Лешу, Лудуш, Маеру, Нэсэуд, Сэчеле, Сату-Маре, Сигишоара, Тыргу-Муреш, Тырнэвени, Топлица, Турда, Залэу, Регин, Герла.
28 сентября 1921 года в присутствии более 25 тысяч жителей города монумент был торжественно открыт примаром Клуж-Напоки Юлианом Попом на площади Объединения, напротив статуи короля Венгрии Матьяша I Корвина.
После того, как по Второму Венскому арбитражу (1940) Венгрия получила от Румынии Северную Трансильванию, 40 % населения которой составляли венгры, по соображениям безопасности статуя была временно передана на хранение в город Сибиу. В 1945 году, по окончании Второй мировой войны, она вернулась в Клуж-Напоку, однако политическая обстановка в стране не способствовала установке статуи на её первоначальном месте.
Монумент был восстановлен только в 1967 году по инициативе ректора Университета Бабеш-Бойяи профессора Константина Дайковичиу перед зданием университета на улице Михаила Когэлничану, где и оставался до 1973 года, пока не был перенесён на перекрёсток проспекта Героев и площади Объединения, а на его прежнем месте перед университетом была установлена скульптурная группа Трансильванской школы.
В 1994 году статуя была отправлена на реставрацию, а на её месте был воздвигнут Мемориал в честь Трансильванского меморандума — петиции 1892 года, составленной лидерами Румынской национальной партии Венгрии и Трансильвании к властям Австро-Венгерской империи, с требованиями равных с венграми прав для румын в Трансильвании, прекращения мадьяризации и гонений, требованиями политических прав для румын.
«Капитолийская волчица» была отправлена в Национальный музей истории Трансильвании, где её отреставрировал скульптор Ливиу Мокан, а в 2007 году — скульптор Колозси Тибериу, после чего она была установлена на расстоянии примерно 30 метров от прежнего местоположения, на проспекте Героев, напротив Греко-католического собора Преображения Господня.